# Sonam Tenzing
Sonam Tenzing (20 ottobre 1986) è un calciatore bhutanese, difensore del Drukpol.

## Carriera

### Club
Ha giocato per 9 anni in India, al Buddhist Blue Stars. Nel 2013 si è trasferito in Bhutan, al Drukpol.

### Nazionale
Ha debuttato in nazionale nel 2005. Ha segnato la sua prima rete con la maglia della nazionale il 6 settembre 2013, in Sri Lanka-Bhutan. Ha collezionato in totale, con la maglia della nazionale, 11 presenze e una rete.